# Attentat de l'Assemblée nationale
L'attentat de l'Assemblée nationale est une attaque à la bombe menée le 9 décembre 1893 à Paris par le militant anarchiste Auguste Vaillant. Agissant en réaction à d'autres événements de l'Ère des attentats (1892-1894), comme l'exécution de Ravachol, le militant prépare minutieusement une bombe et parvient à pénétrer dans les tribunes de l'Assemblée. Il l'envoie ensuite vers les députés, mais est gêné par le bras d'un autre spectateur, ce qui fait échouer sa tentative. La bombe explose, ne tue personne et blesse légèrement un certain nombre de personnes - dont Vaillant lui-même. La session à l'Assemblée se poursuit sans s'interrompre après l'attentat, tandis que Vaillant est arrêté plus tard dans la journée.  
Bien que l'attentat ne tue aucun député, il illustre l'opposition des anarchistes avec la République française et provoque deux formes d'évolutions. D'une part, le pouvoir politique s'en saisit pour soutenir le vote rapide des deux premières lois scélérates en décembre 1893, la première s'attaquant à la liberté de la presse, créant la catégorie de l'apologie du terrorisme et amputant la présomption d'innocence. La deuxième concerne les associations de malfaiteurs, désormais tout projet terroriste, même si l'acte n'est pas commis, est répréhensible. D'autre part, le vote des lois scélérates et l'exécution de Vaillant ne font qu'accroître la tension de la période, poussant Émile Henry et Désiré Pauwels à commettre leurs attentats pour le venger - étant donné qu'il est devenu un martyr chez les anarchistes. Sadi Carnot, qui refuse de gracier Vaillant, est assassiné quelques mois plus tard.
La presse française en particulier Le Petit Journal, s'empare de l'affaire pour délégitimer l'action de l'anarchiste et renforcer la vision républicaine des événements. L'attentat est avec la plupart des autres attentats de l'Ère des attentats l'un des premiers à ne plus s'inscrire dans une symbolique de la personne mais plutôt dans une symbolique des lieux - l'Assemblée nationale étant une cible symbolique remplaçant un humain précis. Cet aspect est devenu important dans le terrorisme moderne depuis lors mais est peu compris par la presse contemporaine.

## Histoire

### Contexte
Au XIXe siècle, l'anarchisme naît et se constitue en Europe avant de se propager. Les anarchistes défendent la lutte contre toutes formes de domination perçues comme injustes, en premier lieu la domination économique, avec le développement du capitalisme. Ils sont particulièrement opposés à l'État, vu comme l'organisation permettant d'entériner ces dominations au travers de sa police, son armée et sa propagande.
En France, les relations entre les autorités et les anarchistes se tendent par l'importante répression que les anarchistes subissent dans les années 1880. Après le massacre de Fourmies et l'affaire de Clichy (1891), un certain nombre d'anarchistes en France décide de s'engager dans des actions terroristes envers les responsables présumés de la répression qu'ils subissent, lançant l'Ère des attentats (1892-1894). L'un des premiers terroristes de cette période, qui a visé les magistrats de l'affaire de Clichy, François Koenigstein (Ravachol), est arrêté et envoyé à la guillotine le 11 juillet 1892, le transformant en martyr et héros de la cause anarchiste. 
Parallèlement, Auguste Vaillant, alors en Argentine, où il essaie de changer de vie après avoir travaillé comme mineur en Algérie française, revient à Paris en 1883, où il s'installe à Montmartre. Il se marie et a une fille, Sidonie Vaillant. Vaillant travaille comme maroquinier à Saint-Denis. Il est alors payé vingt francs par semaine, ce qui est insuffisant pour nourrir sa famille et risque de le faire sombrer de nouveau dans la misère. Pendant cette période, il devient anarchiste en fréquentant des cercles de discussion et commence  à préparer son attentat. 

### Préparatifs

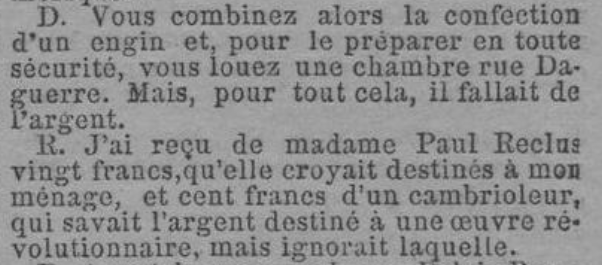
Vaillant cherchant à dédouaner Marguerite Wapler de son financement, Gil Blas (12 janvier 1894).

Bouhey considère que Vaillant est l'un des terroristes les plus minutieux de l'Ère des attentats. De manière générale, il agit très méthodiquement pour se procurer les matériaux explosifs,. Il loue une chambre à l'Hôtel Univers en plus de celle qu'il occupe à Choisy-le-Roy. Dans cette chambre, il rassemble les matériaux progressivement, en les achetant en petites quantités et chez des vendeurs différents,. Bouhey remarque que la provenance des fonds pour acheter ces matériaux et louer cette chambre est inconnue. Cependant, Jean Maitron donne au contraire une provenance : vingt francs auraient été donnés à Vaillant par Marguerite Wapler, l'épouse de Paul Reclus, cent par un anarchiste illégaliste.
Vaillant se rend ensuite plusieurs fois à l'Assemblée nationale, pour effectuer des reconnaissances du lieu. 

### Attentat

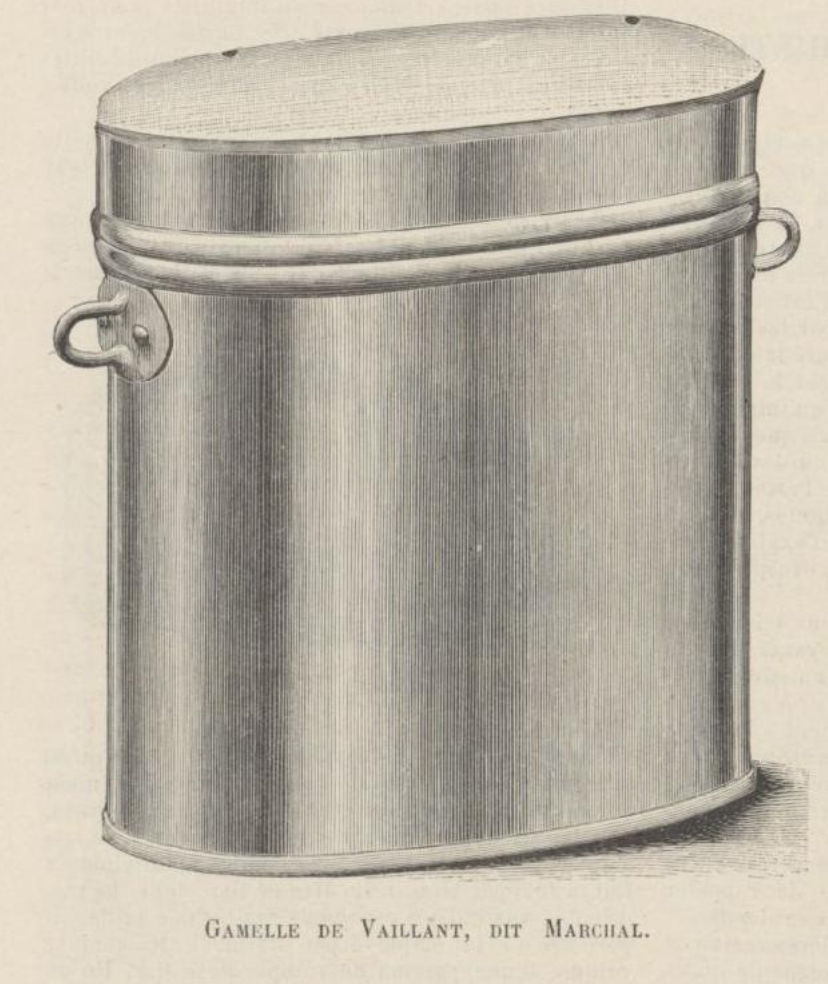
Gamelle de Vaillant dans Le Monde illustré (16 décembre 1893).

Le 9 décembre 1893, le militant finalise son complot ; il termine la bombe en la plaçant dans une petite boîte en fer et l'emmène avec lui en se rendant à l'Assemblée nationale. Selon Merriman, l'engin est conçu sans la capacité de tuer et est plutôt destiné à blesser. Là, il parvient à déjouer la sécurité en conservant la bombe sous sa ceinture. Il s'assied ensuite dans les tribunes en début d'après-midi et regarde les débats. Lors de cette séance, présidée par Charles Dupuy, les députés débattent de la validité de l'élection du député socialiste Léon Mirman après des accusations sur la manière dont il aurait effectué son service militaire. Alors qu'il descend de la tribune sous les ovations des bancs de gauche, Vaillant se lève et jette sa bombe vers les députés.  
La trajectoire de son bras est gênée par un autre spectateur, ce qui l'envoie avec moins de force que prévu. Elle explose alors et provoque une grêle de projectiles qui blesse légèrement une partie du public, des assesseurs, des députés, un prêtre et Vaillant lui-même,. Il semble qu'alors un mouvement de panique commence dans l'Assemblée, mais Dupuy ne bouge pas et après un bref instant, décide de reprendre la séance. Pendant ce temps, Vaillant parvient cependant à s'enfuir dans la cohue. 

### Suites

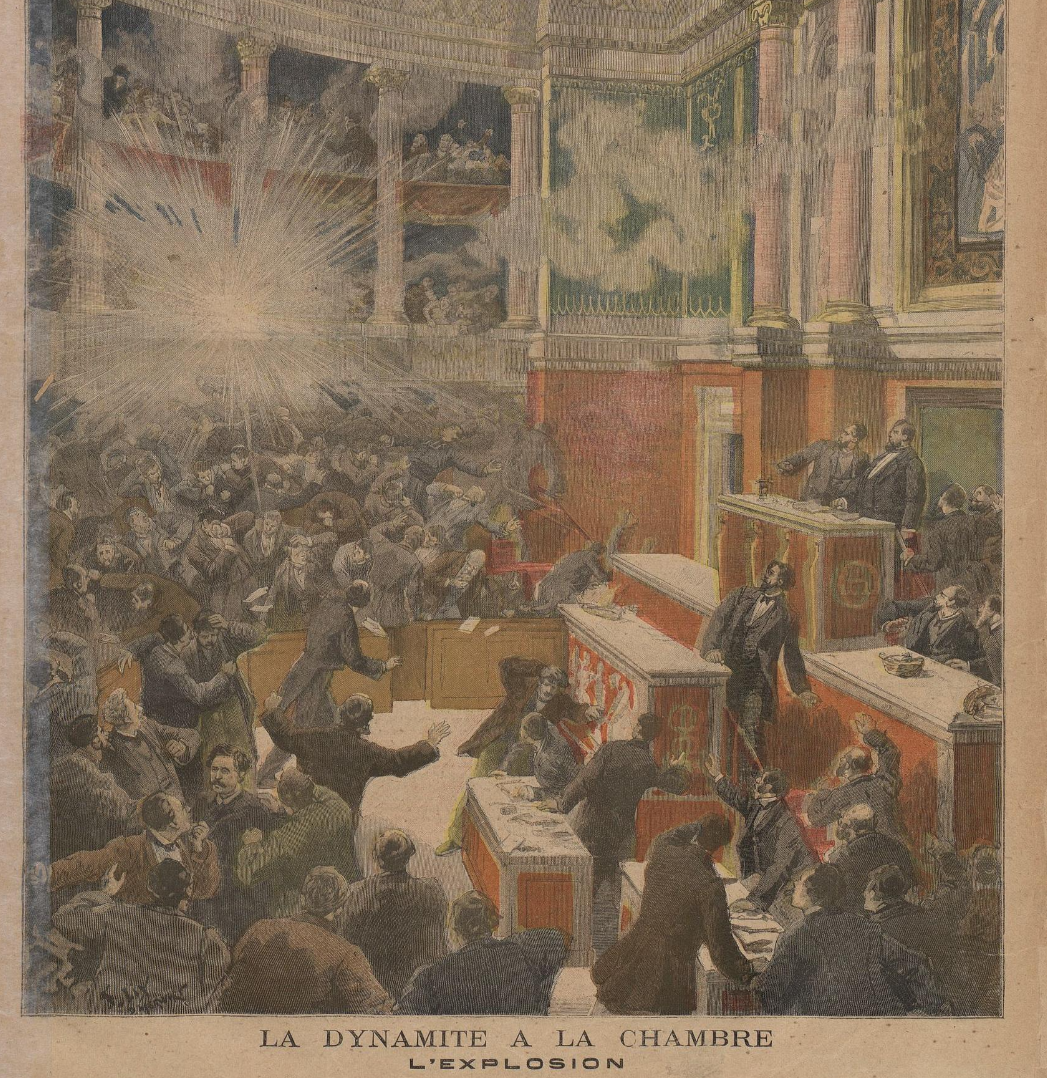
Représentation de l'attentat dans Le Petit Journal (16 décembre 1893).

Il est arrêté plus tard dans la journée, quand il se présente à l'Hôtel-Dieu pour être soigné. Là, le personnel hospitalier se rend compte qu'il a de la poudre sur les mains et le fait savoir à la police qui vient l'arrêter sans qu'il ne résiste.  
Son attentat sert de légitimation politique à la Troisième République pour faire adopter les deux premières lois scélérates, le 12 et 18 décembre 1893. Anne-Sophie Chambost décrit ces réutilisations politiques de la sorte : 

« La « marmite » de Vaillant le 9 décembre 1893 intensifie tellement la répression que les lois semblent le fruit d’une exploitation politique opportune, qui maltraite les principes du droit pénal (présomption d’innocence et principe de proportionnalité des peines). Afin d’exclure la propagande anarchiste du champ d’application du droit de la presse (relativement libéral), la loi du 12 décembre 1893 modifie la loi du 29 juillet 1881 en ses articles 24, 25 et 49 (création du délit d’apologie de faits qualifiés de crimes, pour frapper les provocations directes et indirectes ; aggravation des peines en cas de provocation non suivie d’effet ; suppression de certaines restrictions de la loi de 1881, en matière de saisies et d’arrestations préventives) ; celle du 18 décembre 1893 modifie l’article 265 du Code pénal (associations de malfaiteurs) afin de poursuivre toute forme d’entente, établie dans le but de préparer ou commettre des attentats contre les personnes et les propriétés (et ce même en l’absence de mise à exécution). »

L'utilisation politique de l'attentat est aidée par la presse française, comme Le Petit Journal, qui publie une représentation sensationnaliste de l'événement cherchant à délégitimer l'anarchiste et à légitimer la République. Ainsi, le président de la séance est présenté stoïque, se tenant droit, n'étant pas dérangé par l'attentat, une manière de suggérer la solidité et la stabilité des institutions républicaines.
Vaillant est jugé un mois après son attentat, le 10 janvier 1894. Lors de son déroulé, l'anarchiste défend avoir voulu frapper les représentants de la souveraineté nationale comme responsables de la misère. Son avocat, maître Labori, abonde dans son sens et déclare que « si les députés ne s'occupent pas des malheureux, les malheureux s'occupent des députés ». L'anarchiste soutient qu'il cherchait simplement à blesser les députés et ne pas les tuer - ce qu'il aurait supposément pu faire en chargeant davantage sa bombe. Son procès se solde par sa condamnation à mort. 
Il est guillotiné le 5 février 1894, transformant sa figure en celle d'un martyr pour les anarchistes et inspirant les attentats suivants d'Émile Henry ou de Désiré Pauwels. Sadi Carnot, qui refuse de donner sa grâce à Vaillant est assassiné par le militant anarchiste Sante Geronimo Caserio quelques mois plus tard. Cependant, il semble que sa figure soit reprise par les anarchistes davantage pour le caractère perçu comme injuste de son exécution plutôt que pour son attentat.

## Analyse

### Déplacement de la symbolique terroriste
L'attentat de l'Assemblée nationale, comme d'autres attaques de l'ère des attentats, voit le début d'une symbolique des lieux à la place d'une symbolique des personnes. Salomé écrit à ce propos :

« L’opacité se révèle plus grande encore avec les attentats anarchistes qui ne sont plus liés exclusivement à la présence du chef de l’État, mais concernent dorénavant le domicile de personnes aux statuts divers, comme les magistrats Benoît et Bulot lors des attentats du boulevard Saint Germain et de la Rue de Clichy en 1892, touchent des lieux symboliques, à l’exemple la caserne Lobau, la Compagnie des Mines de Carmaux initialement visée par la bombe qui explose au commissariat des Bons Enfants, l’église de la Madeleine, l’Assemblée nationale ou encore le café Terminus. Dès lors, à l’exception de l’assassinat de Sadi Carnot, l’attentat anarchiste induit le passage d’une symbolique de la personne, en l’occurrence celle du chef de l’État, à une symbolique des lieux, qui n’est pas toujours compréhensible pour les contemporains. »